# Nové Dvory (Příbram)
Nové Dvory (in tedesco Nenhof) è un comune della Repubblica Ceca facente parte del distretto di Příbram, in Boemia Centrale.

## Geografia fisica
I comuni limitrofi sono Velká Lečice, Malá Lečice e Sudovice ad ovest, Porostliny, Lahovska e Masečín a nord, Buš e Slapy ad est e Čím, Křížov, Korkyně, Chotilsko, Křeníčná, Záborná Lhota, Sejcká Lhota, Hněvšín e Prostřední Lhota a sud.

## Storia
La prima menzione scritta del paese risale al 1432.

## Geografia antropica

### Frazioni
- Nové Dvory
- Krámy
- Porostliny
- Královky